# Lesley Ugochukwu
Lesley Chimuanya Ugochukwu (ur. 26 marca 2004 w Rennes) – francuski piłkarz nigeryjskiego pochodzenia występujący na pozycji pomocnika, reprezentant Francji do lat 19. Wychowanek ASPTT Rennes, w trakcie swojej kariery grał także w Stade Rennais.